# Mané Brizil

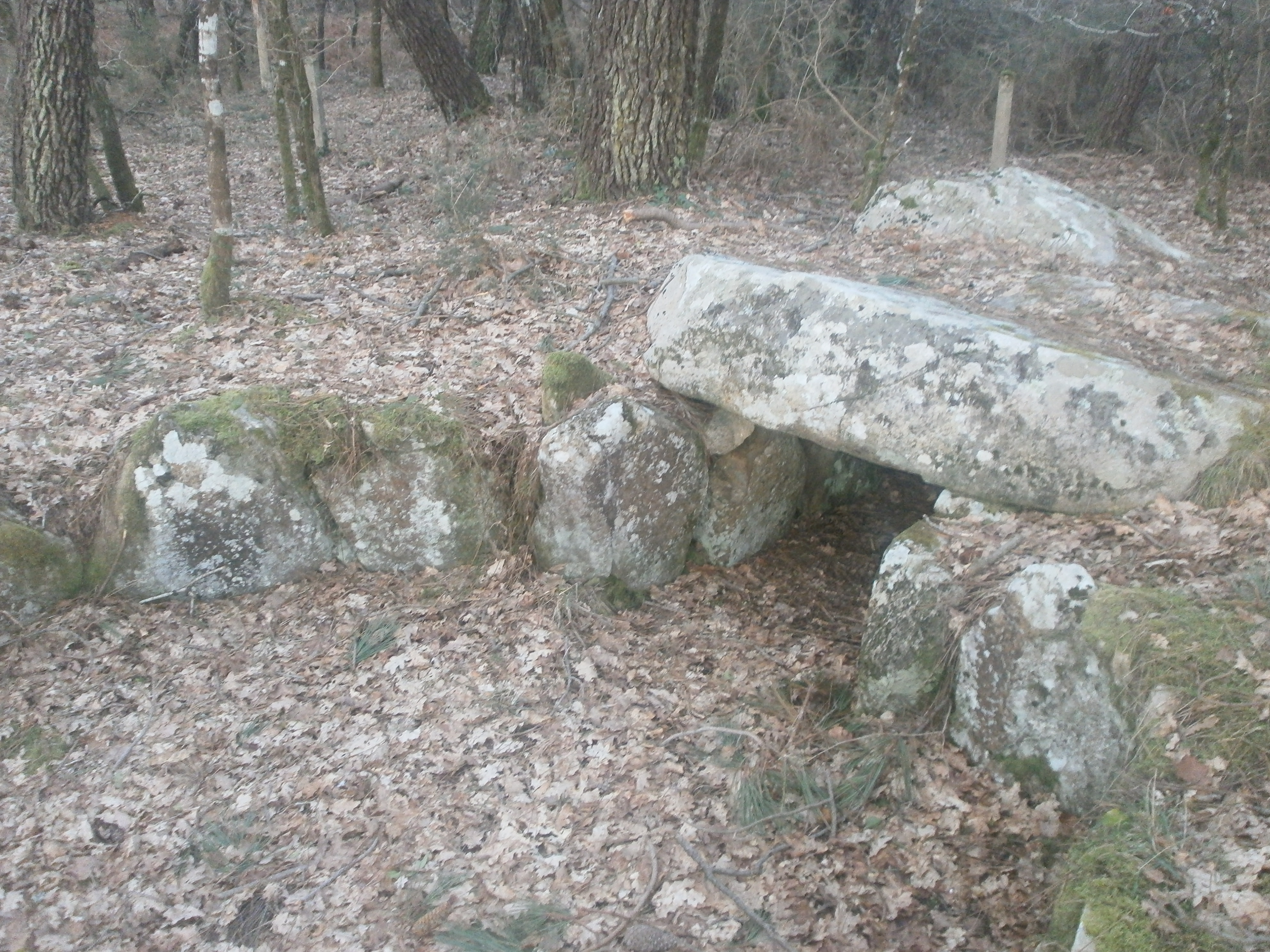
Mané Brizil

Der Dolmen Mané Brizil (auch Mané-Brisil) liegt nördlich der Straße Chemin du Mané Brizil im Norden von Carnac im Département Morbihan in der Bretagne in Frankreich. Dolmen ist in Frankreich der Oberbegriff für Megalithanlagen aller Art (siehe: Französische Nomenklatur).
Dieser Dolmen (französisch Dolmen à couloir) ist im Wesentlichen als ein kurzes Stück Gang erhalten geblieben. Er hatte drei Decksteine, die auf vier Tragsteinen ruhten. Die aus 15 erhaltenen Tragsteinen bestehende D-förmige Kammer, deren gerade Seite das Ende der Megalithanlage bildet, ist auf der Hauptachse 3,2 m lang und 2,6 m breit, hat aber alle ihre (vermutlich drei) Decksteine verloren. Ein Rest des ehemaligen Hügels ist noch sichtbar. 